# Arlo Guthrie
Arlo Guthrie, (Coney Island, 1947. július 10. –) amerikai folkzenész, énekes-dalszerző. Apját, Woody Guthrie-t követve a társadalmi igazságtalanságok elleni tiltakozó dalokat énekel, és a dalok előadása közben mesél is.

## Pályafutása
„Arlo Guthrie egyik kezében gitárral, a másikban szájharmonikával született Coney Islanden, Brooklyn államban, New Yorkban, 1947-ben.” 
Arlo Guthrie Woody Guthrie folkénekes-dalszerző fia, édesanyja Marjorie Mazia Guthrie, hivatásos táncosnő. Guthrie 1965-ig tanult a massachusettsi Stockbridge Schoolban, majd kanadai a Rocky Mountain College-ba költözött. Énekesként, dalszerzőként és kitartó politikai aktivistaként legendás apja útját járja.
Arlo Guthrie 1967-ben írta az „Alice's Restaurant Massacree” című dalt, amely a vietnami háború idején az Egyesült Államokban a kötelező katonai szolgálat szatirikus kritikája a hippik humoros stílusában. A dal egy valódi történetről szól: Arlo és egy barátja úgy ürítette a szemetet, hogy ledobták egy dombról. Egy rendőr letartóztatta őket, és meg kellett jelenniük a bíró előtt, fel kellett szedniük a szemetet, és ötven dollár bírságot kellett fizetniük. A dal történetének vége az, hogy Arlo Guthrie nem szolgálhat a katonaságnál bűnözői múltja miatt.
1969-ben Guthrie saját magát alakította az „Alice's Restaurant” című filmben, amelyet Arthur Penn rendezett.
1969. augusztus 15-én Guthrie részt vett a Woodstocki fesztiválon, ahol előadta leghíresebb dalát, a „Coming into Los Angeles”-t. Népszerűsítette a „City of New Orleans”-t, Steve Goodman dalát, amely a Joe Dassin által énekelt „Salut les amours” eredeti változata.
2006-ban Guthrie számos koncertet adott Németországban Hans-Eckardt Wenzel, német zenész és költő társaságában.
Egyik lánya, Sarah Lee Guthrie Johnny Irion mellett énekel; egy másik, Cathy Guthrie a Folk Uke együttesben Amy Nelsonnal (Willie Nelson lánya) szerepel.

## Albumok
- Alice's Restaurant (1967)
- Arlo (1968)
- Running Down the Road (1969)
- Alice's Restaurant Soundtrack (1969)
- Washington County (1970)
- Hobo's Lullaby (1972)
- Last of the Brooklyn Cowboys (1973)
- Arlo Guthrie (1974)
- Together In Concert (1975)
- Amigo (1976)
- The Best of Arlo Guthrie (1977)
- One Night (1978)
- Outlasting the Blues (1979)
- Power of Love (1981)
- Precious Friend (1982)
- Someday (1986)
- All Over the World (1991)
- Son of the Wind (1992)
- 2 Songs (1992)
- More Together Again (1994)
- Alice's Restaurant − The Massacree Revisited (1996)
- Mystic Journey (1996)
- This Land Is Your Land: An All American Children's Folk Classic (1997)
- BanjoMan - a Tribute to Derroll Adams (2002)
- Live In Sydney (2005)
- In Times Like These (2007)
- 32¢ Postage Due (2008)
- Tales of '69 (2009)
- Live at Jazz Fest (2011)
- Here Come the Kids (2 CDs, 2014)
- First 50 Years (2015)
- The Best of All Over The World (2016)
- Alice's Restaurant 50th Anniversary Massacree (2016)

## Filmek
1969: sajátmaga − „Alice's Restaurant” (r.: Arthur Penn)

## Díjak
- 1992: Peace Abbey Courage of Conscience